# Pedro Gutiérrez (wielrenner)
Pedro Antonio Gutiérrez Daza (8 augustus 1989) is een Venezolaans wielrenner die anno 2018 rijdt voor Qinghai Tianyoude Cycling Team.

## Carrière
In 2011 won Gutiérrez, zonder een etappe te winnen, het eindklassement van de Ronde van Venezuela. Na de negende etappe, waarin hij vijfde werd, had hij de leiderstrui overgenomen van Carlos Linares. In de laatste drie etappes verdedigde hij zijn leidende positie met succes, waardoor hij Tomás Gil opvolgde op de erelijst.
In juni 2016 werd Gutiérrez nationaal kampioen tijdrijden, voor José Alarcón en Anderson Paredes. Een maand later won hij de zesde etappe in de ronde van zijn thuisland. Tijdens de nationale kampioenschappen in 2017 prolongeerde hij zijn tijdrittitel, waarna hij in november wederom een etappe in de Ronde van Venezuela won. In januari 2018 won hij de tweede etappe in de Ronde van Táchira, waardoor hij de leiderstrui overnam van Matteo Malucelli. In de overige acht etappes verdedigde hij zijn leidende positie met succes, waardoor hij Jonathan Salinas opvolgde als eindwinnaar.

## Overwinningen
2011
Eindklassement Ronde van Venezuela
2016
 Venezolaans kampioen tijdrijden, Elite
6e etappe Ronde van Venezuela
2017
 Venezolaans kampioen tijdrijden, Elite
9e etappe Ronde van Venezuela
2018
2e etappe Ronde van Táchira
Eindklassement Ronde van Táchira
 Venezolaans kampioen tijdrijden, Elite

## Ploegen
- 2018 –  Qinghai Tianyoude Cycling Team (vanaf 23-3)

Gutiérrez · Li · J. Monsalve · R. Monsalve · Wang J. · Wang M. · Yuan · Zhang J. · Zhang Z.